# Fantastic Spikes Through Balloon
Fantastic Spikes Through Balloon je první studiové album americké skupiny Skeleton Key. Vydáno bylo v březnu roku 1997 společností Capitol Records a spolu se skupinou jej produkoval Dave Sardy. V roce 1998 vyšla deska jako dvojalbum a kromě původních písní obsahovala jejich remixované verze (autory remixů byli například Mark Linkous a DJ Spooky). Album bylo nominováno na cenu Grammy za nejlepší obal.

## Seznam skladeb
1. „Watch the Fat Man Swing“ – 3:27
2. „Wide Open“ – 2:36
3. „Nod Off“ – 3:19
4. „All the Things I've Lost“ – 2:55
5. „The Only Useful Word“ – 3:57
6. „The World's Most Famous Undertaker“ – 3:05
7. „Vomit Ascot“ – 1:53
8. „Dear Reader“ – 3:16
9. „Scratch“ – 2:37
10. „Big Teeth“ – 3:36
11. „The Needle Never Ends“ – 3:56